# Elaphidion manni
Elaphidion manni är en skalbaggsart som beskrevs av Fisher 1932. Elaphidion manni ingår i släktet Elaphidion och familjen långhorningar.
Artens utbredningsområde är Bahamas. Inga underarter finns listade i Catalogue of Life.